# Бал в Мулен де ла Галетт
«Бал в Мулен де ла Галетт» (фр. Bal du moulin de la Galette) — картина, написанная французским художником Пьером Огюстом Ренуаром (1841—1919) в 1876 году. Она хранится в Музее Орсе в Париже и является одним из самых известных шедевров импрессионизма. 

## История и описание
В 1876 году Ренуар снимал на Монмартре студию с садом, которая находилась недалеко от Мулен де ла Галетт — ресторана с танцевальным залом в верхней части Монмартра, который получил своё название по имени мельницы, находящейся недалеко от него. В хорошую погоду основное действие происходило на улице, где были расставлены по кругу столики и скамейки. Ренуару нравилась такая весёлая, непринуждённая обстановка, и здесь он начал создавать первые наброски будущей картины. Для неё он просил позировать своих друзей, так что некоторых из них можно узнать среди танцующих и сидящих за столиками. При написании картины художник справился с трудной задачей — изобразить отражение солнечных бликов, пробивающихся сквозь листву акаций, на лицах и одежде танцующих и сидящих людей.
Картина «Бал в Мулен де ла Галетт» была выставлена на 3-й выставке импрессионистов в 1877 году (вместе с картиной «Качели»), и она считается основной работой Ренуара середины 1870-х годов.
С 1879 года картина находилась в собрании французского художника и коллекционера Гюстава Кайботта. После его смерти в 1894 году она перешла в собственность государства в качестве налога на наследство, а в 1896 году была передана в Музей в Люксембургском саду. С 1929 года картина находилась в собрании Лувра, откуда в 1986 году она была передана в Музей Орсе, где она и находится до сих пор.
Картина «Бал в Мулен де ла Галетт» участвовала в нескольких выставках, среди которых можно отметить «выставку одной картины» в Государственном Эрмитаже, проходившую в Санкт-Петербурге с 18 марта по 7 июля 2015 года. Взамен Эрмитаж отправил на временную экспозицию в Париж триптих Пьера Боннара «У Средиземного моря» (1911). Для выставки в Эрмитаже «Бал в Мулен де ла Галетт» был застрахован на 90 миллионов евро.

## Уменьшенная версия
Ренуар также написал уменьшенную версию этой картины (78 × 114 см) с тем же названием. В 1990 году она была продана на аукционе Sotheby's в Нью-Йорке за сумму в 78 миллионов долларов, что на тот момент сделало её второй по цене картиной за всю историю аукционов. Она до сих пор входит в число самых дорогих картин, когда-либо проданных на аукционе.

## Фильмография
Картине «Бал в Мулен де ла Галетт» был посвящён фильм Алена Жобера «Прекрасные воскресные дни» (фр. Les Beaux Dimanches d'été) из цикла «Палитры» (Франция, 1997).